# Voloșkove, Melitopol
Voloșkove (în ucraineană Волошкове) este un sat în comuna Promin din raionul Melitopol, regiunea Zaporijjea, Ucraina.

## Demografie
Componența lingvistică a localității Voloșkove
     Ucraineană (52,17%)
     Rusă (47,83%)
Conform recensământului din 2001, majoritatea populației localității Voloșkove era vorbitoare de ucraineană (52,17%), existând în minoritate și vorbitori de rusă (47,83%).